# Ajit Pai
Ajit Varadaraj Pai (Buffalo, 10 de janeiro de 1973) é um advogado norte-americano. É o atual presidente da Comissão Federal de Comunicações dos Estados Unidos (FCC), e o primeiro indo-americano a presidir a FCC. Ocupou várias posições dentro da FCC, desde que foi indicado à agência pelo presidente Barack Obama, e confirmado pelo Senado em maio de 2012.
Em janeiro de 2017, Pai foi indicado por Donald Trump para assumir a presidência da FCC, e teve seu mandato renovado como conselheiro em março do mesmo ano. Antes de ir para a FCC, atuou como funcionário do Senado e do Departamento de Justiça dos Estados Unidos, e como advogado, trabalhou com a Verizon. Ajit Pai é conhecido pela sua ofensiva contra a neutralidade da rede, e em 14 de dezembro de 2017, aprovou em votação, juntamente com a maioria dos conselheiros da FCC, a revogação das medidas aprovadas pela própria comissão em 2015 que garantiam a neutralidade da rede.